# Sphaenognathus higginsi
Sphaenognathus higginsi es una especie de coleóptero de la familia Lucanidae.

## Distribución geográfica
Habita en Bolivia.